# Zospeum biscaiense
Zospeum biscaiense é uma espécie de gastrópode da família Carychiidae.
É endémica de Espanha.